# Coal Age
«Coal Age» (Вугільна ера) — науково-виробничий журнал.
Країна видання — США.
Спеціалізація: Розробка та періодична переробка (збагачення) вугільних корисних копалин.
Рік заснування 1911.
Чисел на рік — 12.